# Fara s kaplankou (Červená Řečice)
Fara s kaplankou při kostele svaté Maří Magdaleny je pozoruhodný barokní dvojdům, stojící v jihovýchodním rohu náměstí v Červené Řečici v okrese Pelhřimov v Kraji Vysočina. Areál řečické fary je zapsaný v Ústředním seznamu kulturních památek ČR a zároveň je součástí městské památkové zóny Červená Řečice, vyhlášené v roce 2003.

## Historie
Osada, zvaná Řečice, vznikla jihozápadně od pravého břehu meandrujícího toku říčkyTrnavy neboli Trnávky, největšího z přítoku Želivky, koncem 12. století v souvislosti s kolonizací krajiny želivským klášterem. První písemné zmínky o obci pocházejí z doby mezi roky 1279 až 1290.Řečický farní kostel svaté Maří Magdaleny existoval již ve 13. století před rokem 1283, neboť podle dobového dokumentu jej onoho roku pražský biskup Tobiáš z Bechyně nechal opevnit pro případ nájezdu vojsk Oty Braniborského.Plebánie je v Řečici doložena již v roce 1280.
Od roku 1352 byla obec, v té době zvaná Biskupská Řečice, sídlem děkanátu, který byl součástí Kouřimského arcijáhenství. Vodní hrad, pozdější zámek v Červené Řečici ve středověku rovněž patřil pražským biskupům, kteří zde přijímali vysoké církevní hodnostáře. V roce 1392, rok před svou smrtí, Řečici navštívil generální vikář arcibiskupa Jana z Jenštejna Jan (Johánek) z Pomuku, později kanonizovaný a známý jako svatý Jan Nepomucký, uznávaný jako jeden z patronů české země.
Mezi roky 1420 a 1619 řečický kostel spravovali utrakvističtí kněží. Až v roce 1619 je vystřídali kněží katoličtí a od roku 1623 patřila Řečice opět pražskému arcibiskupství. Roku 1680 byla farnost opět povýšena na děkanství.
Doba výstavby původní řečické fary a kaplanky není v dokumentech uváděna, pouze se o ní hovoří jako o renesanční stavbě v souvislosti s obdobím před velkým požárem města z 11. září 1732. Tehdy oheň zničil kromě dvou desítek usedlostí také kostel sv. Maří Magdaleny, faru, radnici a školu. Po požáru byla fara s přilehlou kaplankou obnovena v barokním slohu.

## Popis
Barokní patrová fara se samostatnou přízemní kaplankou stojí v jihovýchodním rohu řečického náměstí mezi budovou městského úřadu a kostelem sv. Maří Magdalény.

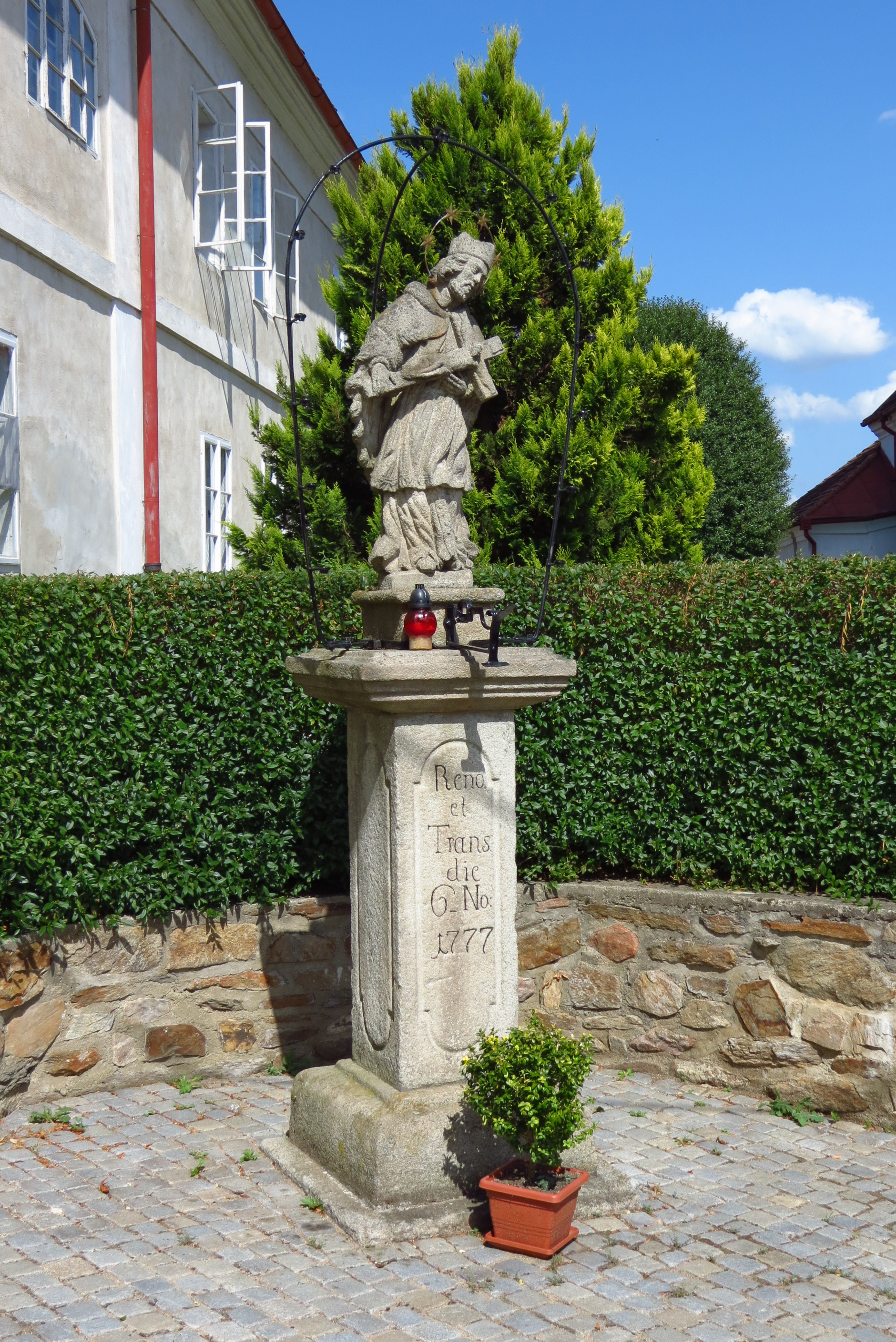
Socha sv. Jana Nepomuckého u fary

Budovy fary a kaplanky, které jsou postavené z lomového zdiva a omítnuté, jsou obrácené do náměstí vysokými barokními štíty s volutovými křídly. Kromě fary a kaplanky je předmětem památkové ochrany také zděná vjezdová brána do dvora, která se nachází mezi zmíněnými budovami.
Nejblíže ke kostelu stojí patrová budova fary, zastřešená mansardovou střechou. Fasáda fary je zakončená barokním štítem s bočními volutovými křídly a trojúhelným frontonem. Uprostřed štítu, členěného pilastry, je kasulový otvor. V interiéru fary jsou klenuté stropy, v patře jsou stropy ploché se štukovými zrcadly.

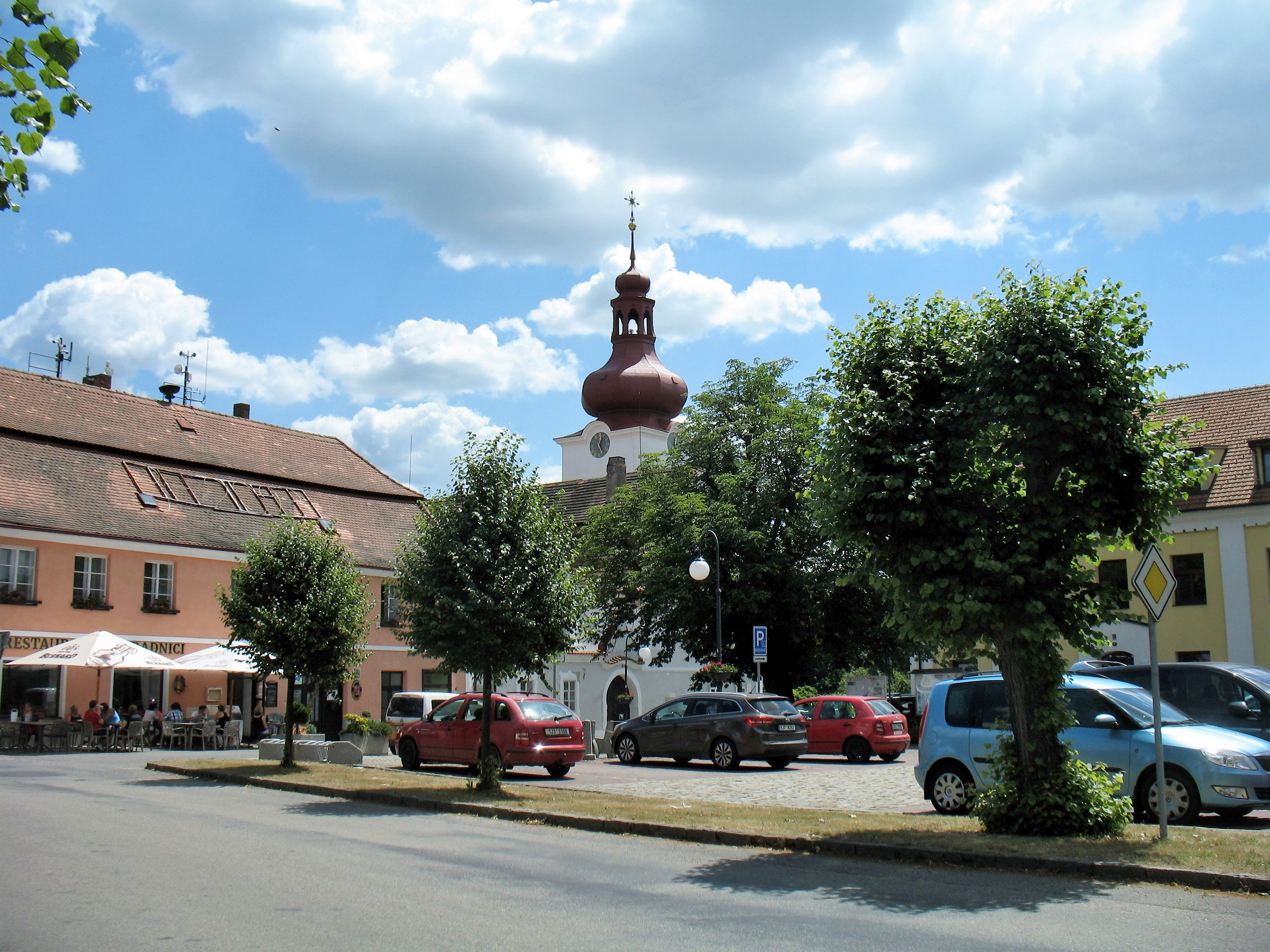
Náměstí v Červené Řečici

Také kaplanka, stojící blíže k budově radnice, je zastřešená mansardovou střechou. Budova kaplanky neboli obydlí kaplana (farního vikáře), je však pouze přízemní se dvěma okenními osami. Má ale také, stejně jako fara, vysoký barokní štít s volutovými křídly, členěný pilastry. Uprostřed štítu je oválná prohlubeň, v níž je umístěná soška Panny Marie.
Mezi budovami fary a kaplanky je zděná brána s půlkruhově zaklenutým vjezdem do dvora. Nad zvlněnou římsou krytou prejzy je barokní volutový štít zakončený nízkým trojúhelným nástavcem, na kterém je umístěný vrcholový křížek.

### Socha sv. Jana Nepomuckého
Samostatně památkově chráněný objekt v rámci městské památkové zóny Červená Řečice představuje socha sv. Jana Nepomuckého, která stojí asi 4 metry jižně od zdi fary směrem ke vchodu do kostela sv. Maří Magdaleny.
Socha, umístěná na vysokém hranolovém podstavci, zobrazuje světce v tradičním provedení s biretem na hlavě a kamenným křížem v náručí. Socha je rovněž barokní, avšak zřejmě o něco starší, než je barokní úprava přilehlé fary s kaplankou – na zadní straně podstavce je socha datována rokem 1722, což je o deset let dříve, než požár zničil většinu nejvýznamnějších budov ve městě.

## Galerie

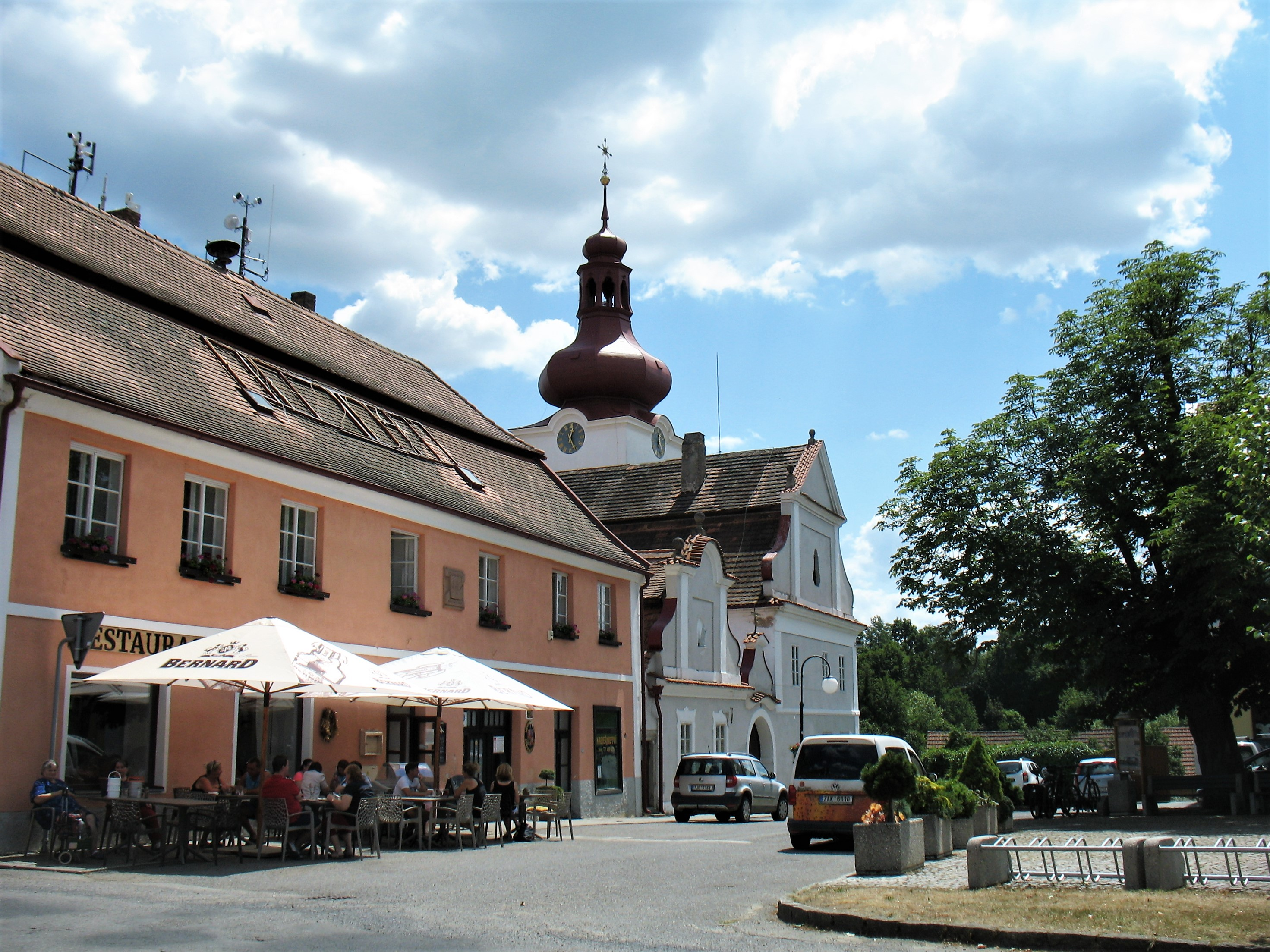
Radnice, fara a za ní věž kostela sv. Maří Magdaleny
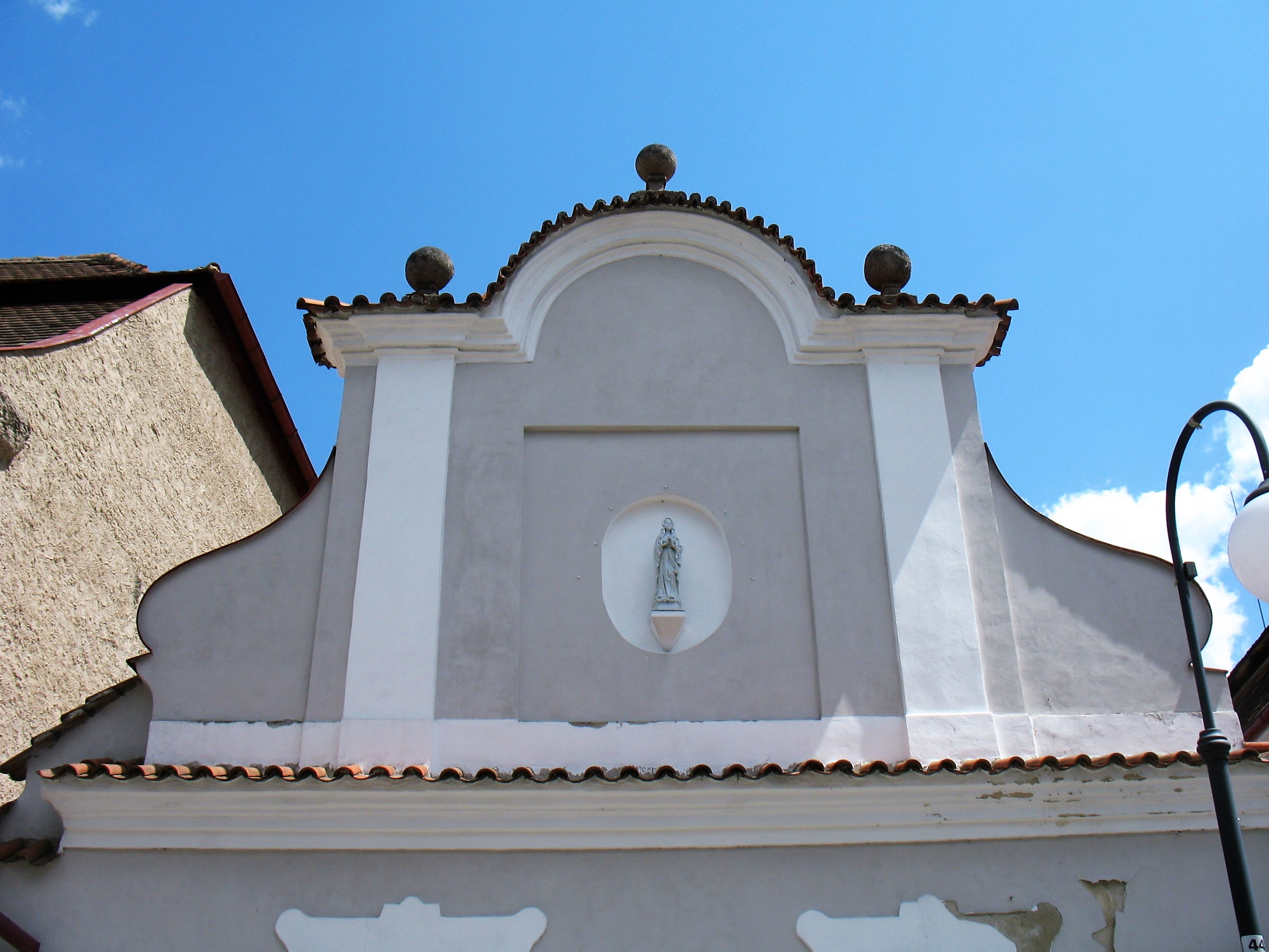
Barokní štít nad průčelím kaplanky se soškou Panny Marie
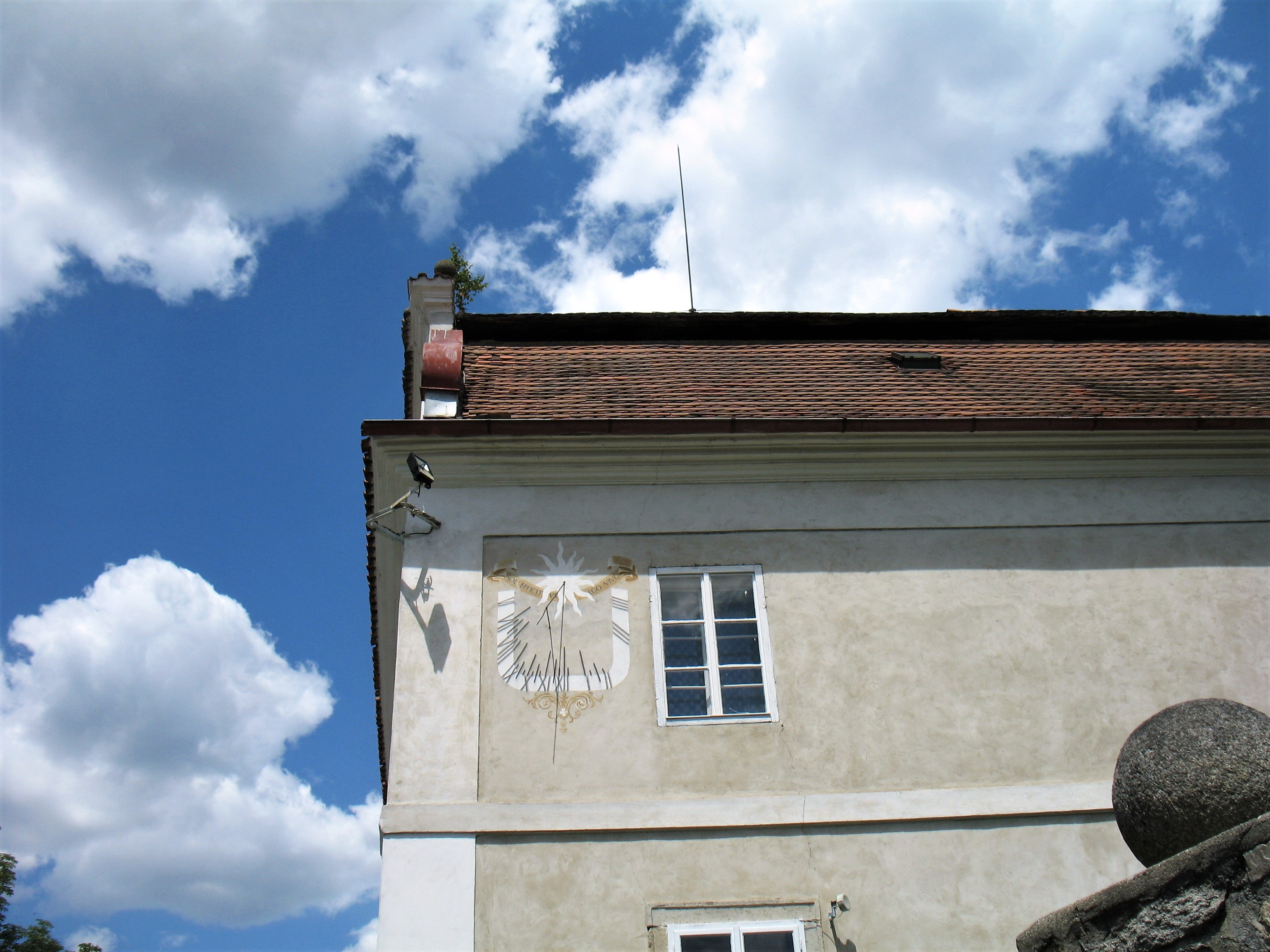
Sluneční hodiny na jižní zdi fary
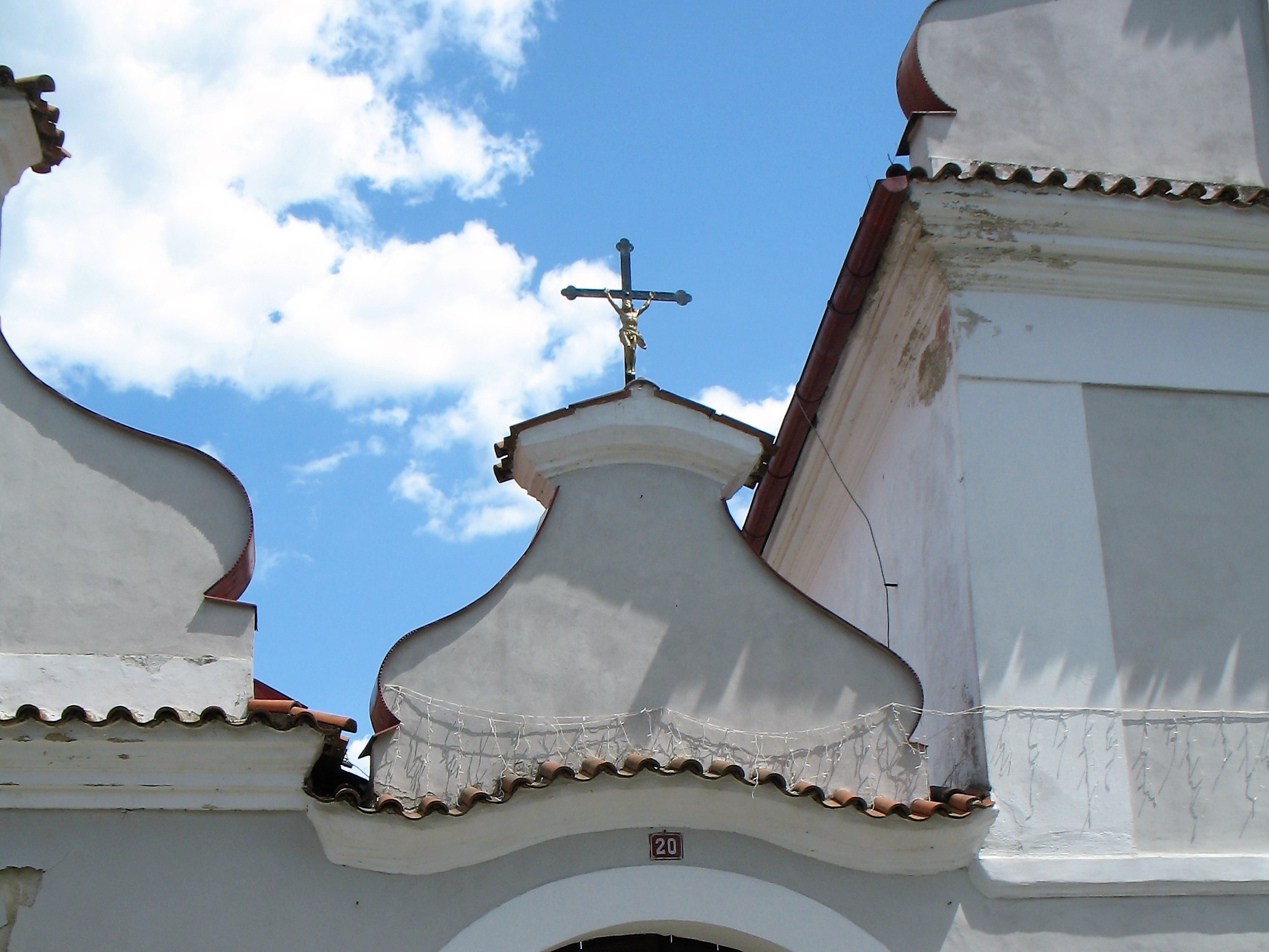
Štít nad bránou mezi farou a kaplankou
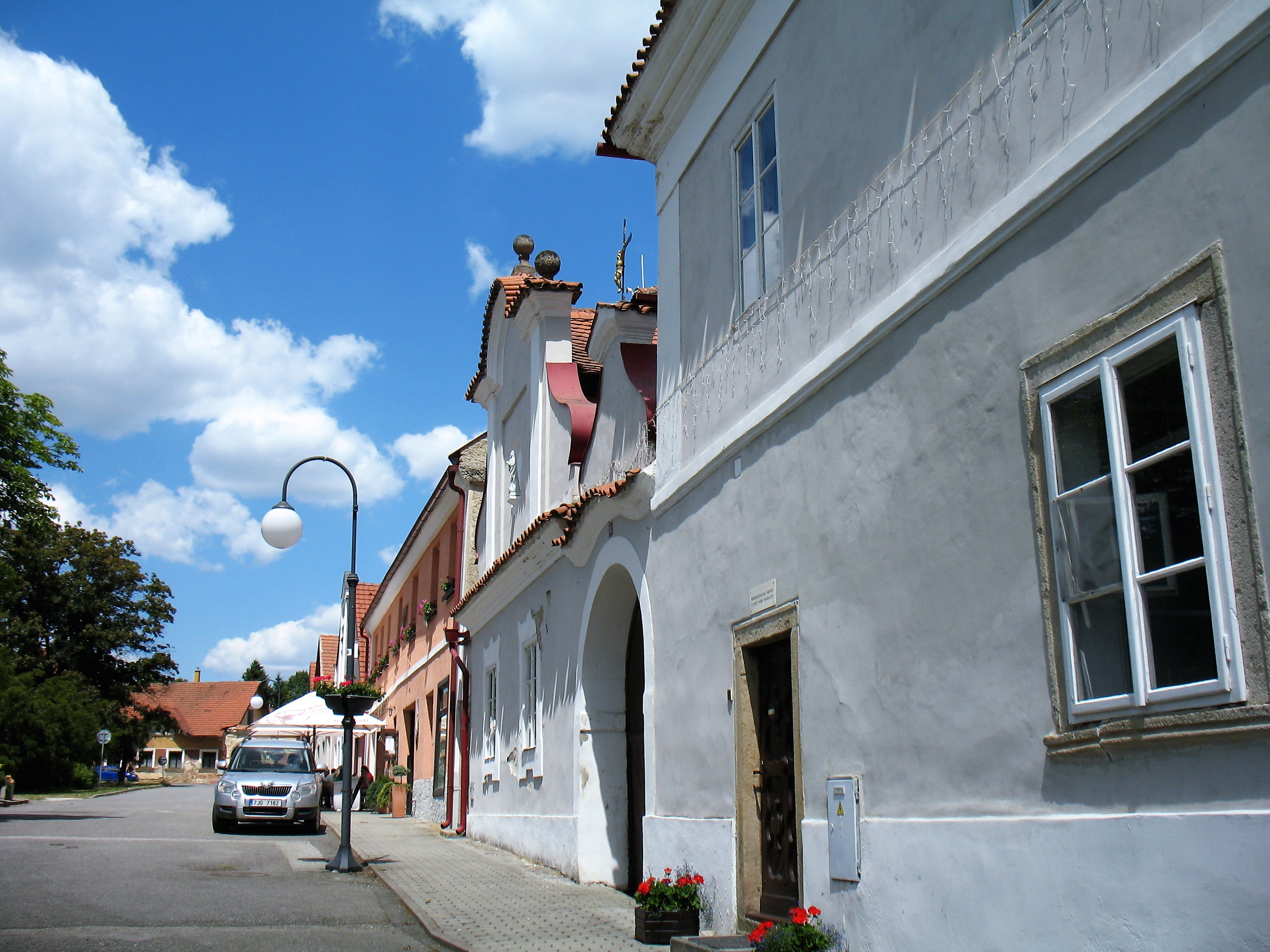
Pohled od fary podél východní strany náměstí